# Macareux moine
Fratercula arctica · Perroquet de mer
Répartition géographique
Espèce
Statut de conservation UICN

 VU A4abcde : Vulnérable
Le Macareux moine (Fratercula arctica), aussi appelé perroquet de mer ou calculot, est une espèce d'oiseaux marins pélagiques nord-atlantique qui vit en haute mer, sauf lors de sa reproduction qui le contraint à rejoindre la terre ferme où il niche sur les pentes enherbées, les îles ou sur des falaises (insulaires ou continentales).

## Morphologie

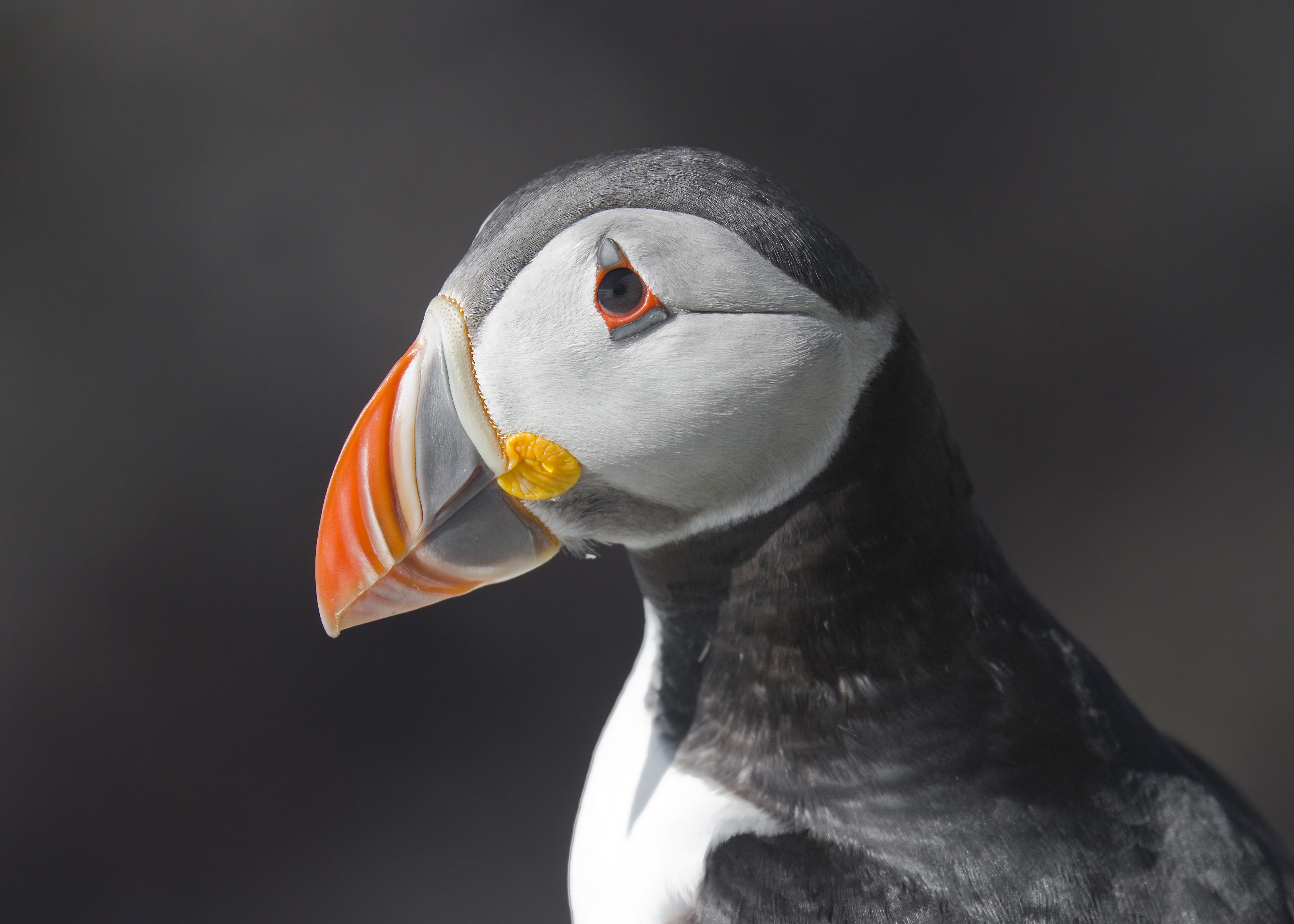
Portrait de macareux moine.

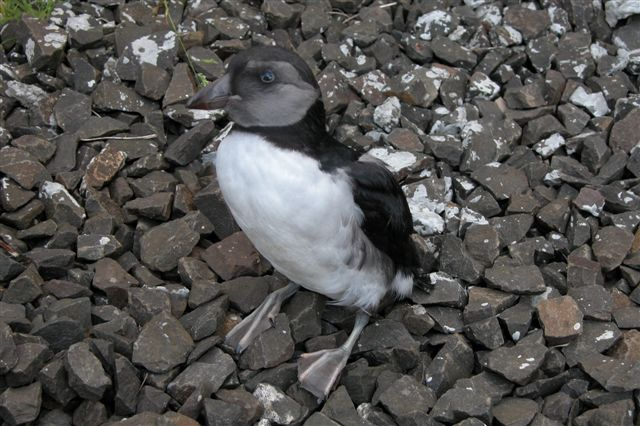
Les couleurs du juvénile, bien plus discrètes que celles de l'adulte, l'aident à se camoufler. Le ventre blanc le rend moins visible des prédateurs sous-marins venu du fond, et le dos noir le rend moins visible des prédateurs venus du ciel.

Cet oiseau marin, de la taille d'un pigeon, est facile à identifier par sa silhouette arrondie, sa marche en position verticale et ses vives couleurs (chez l'adulte et le jeune à partir de trois ans). Il présente une silhouette caractéristique avec une assez grande tête, une courte queue, un corps assez rond. Les pattes palmées, relativement courtes, sont rouges en été puis virent au jaune en hiver. D'une trentaine de centimètres de long, son envergure peut atteindre soixante centimètres pour un poids de 500 g. Le plumage est noir sur le dos, le cou, la nuque et les ailes, mais blanc sur le ventre, les joues et le dessus de l'œil. Celui-ci, cerclé de rouge se prolonge vers l'arrière par un fin sourcil noir.
Ses courtes ailes lui confèrent un vol bas sur l'eau mais puissant. Le macareux ne se sert pas de ses pattes palmées pour nager, mais de ses ailes.

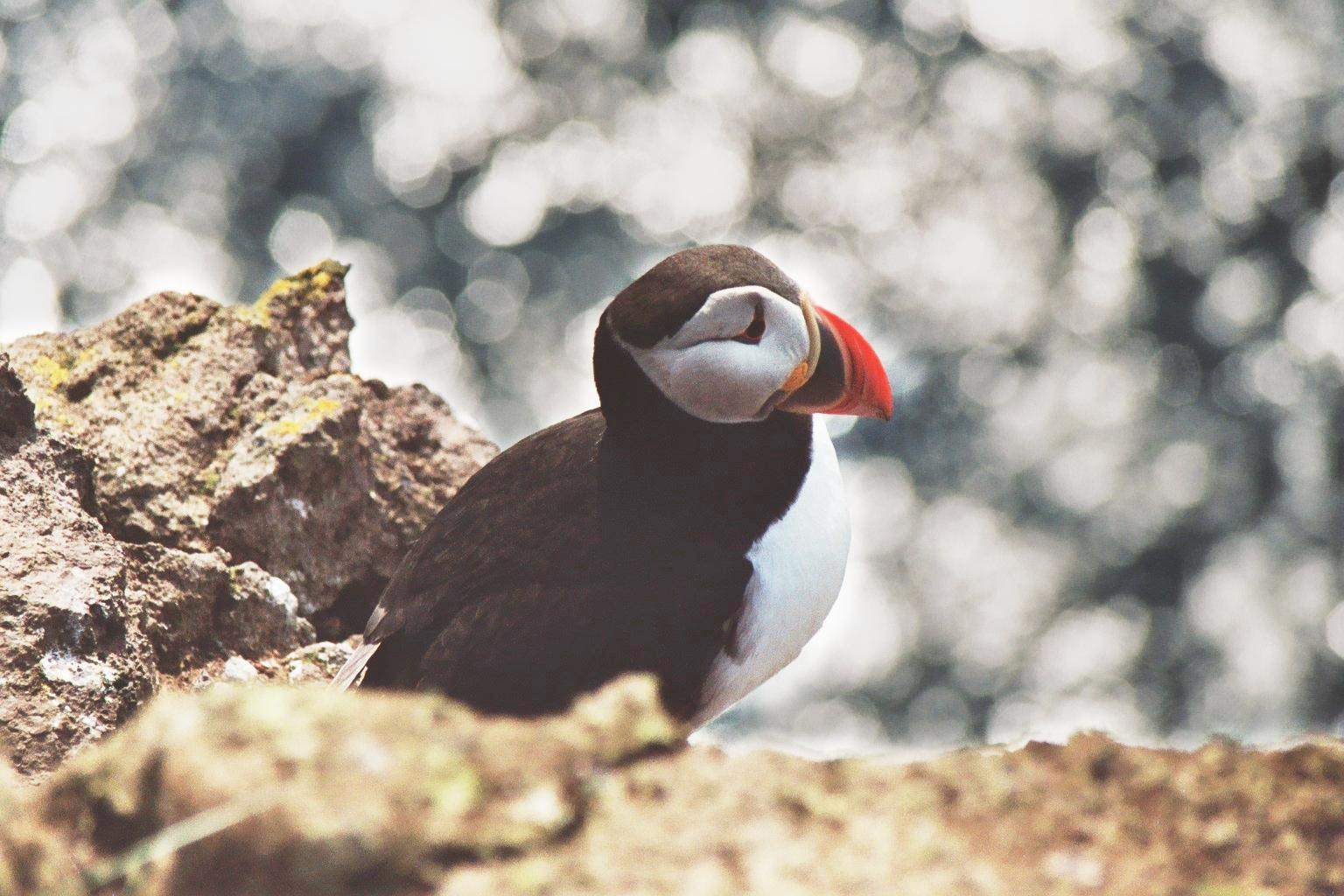
Un macareux moine vue de profil.
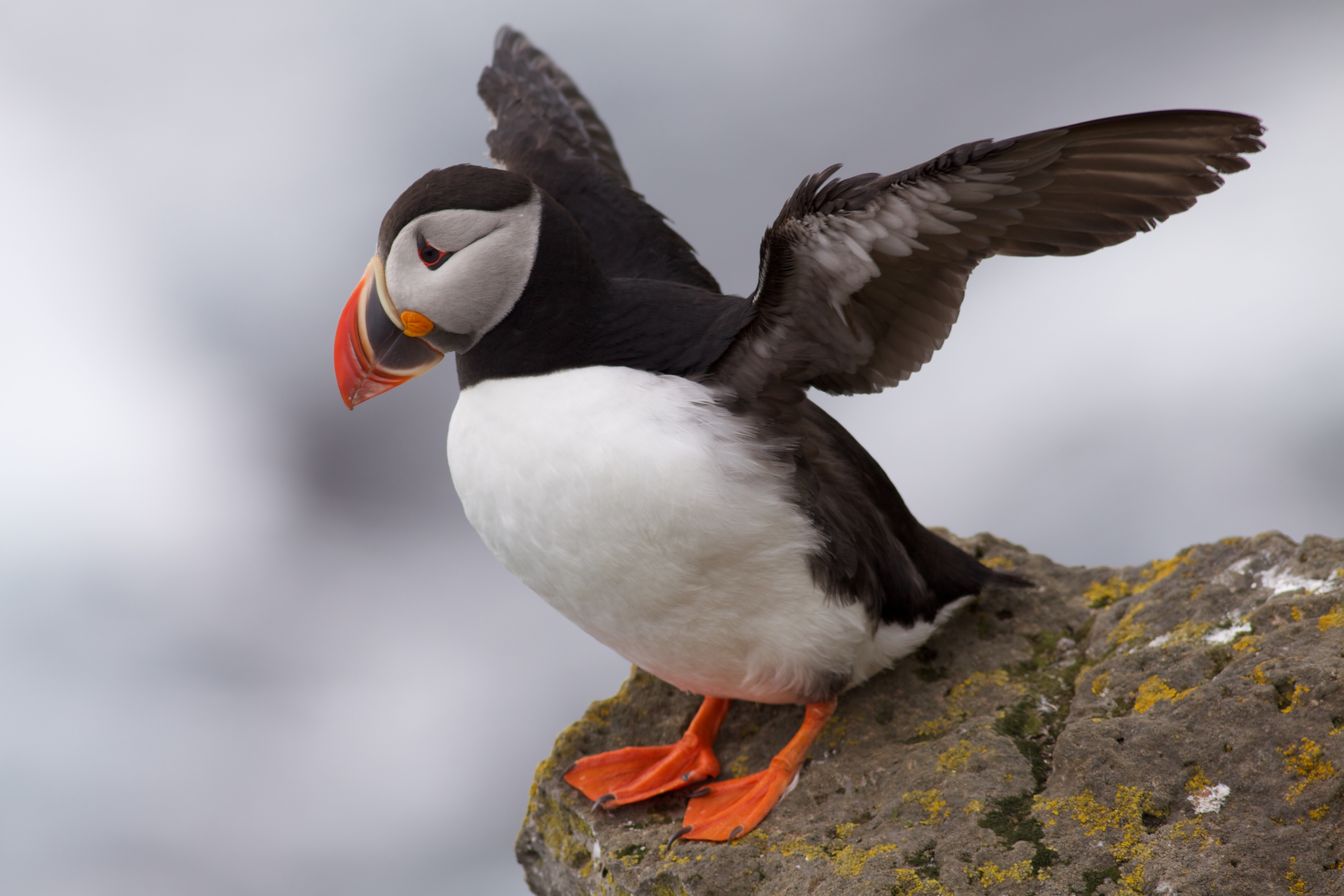
Ailes.
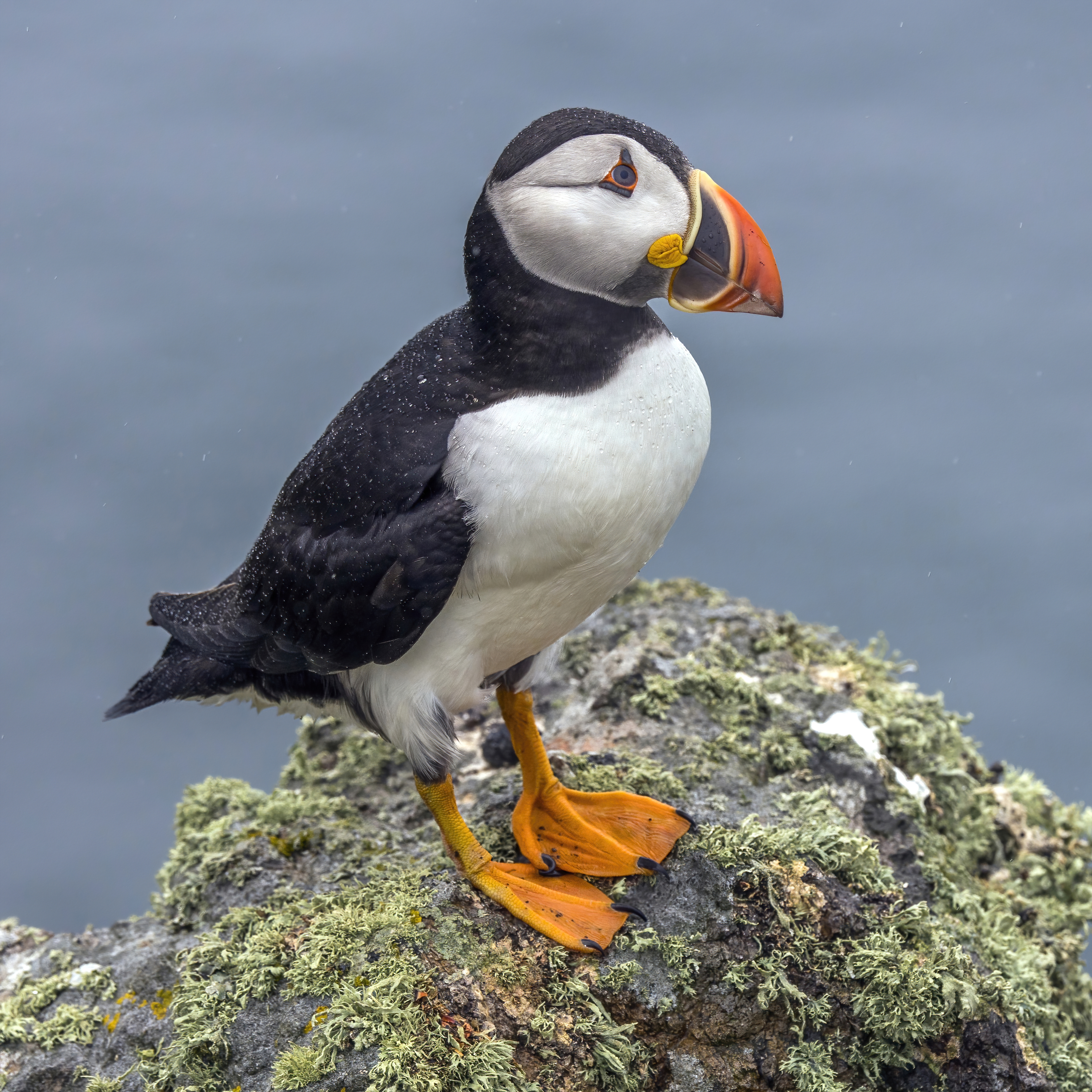
Un macareux moine sur l'ile Skomer au Royaume-Uni.

### Plumage
En période nuptiale, le dos, le cou, la nuque, la raie sommitale et les ailes sont entièrement noirs, contrastant avec le plumage blanc pur du ventre, des joues, du dessus des yeux et des lores. Les pattes palmées sont dégagées et bien visibles, de couleur orange.
Hors période nuptiale, la face est plus foncée, devenant noirâtre et les côtés grisâtre clair. L'abdomen est gris aussi. Les pattes et les doigts deviennent jaune pâle. L'oiseau peut alors être confondu avec le Mergule nain.
Le plumage du reste du corps est le même toute l'année.

### Tête
L'œil est cerclé de rouge et souligné par un fin sourcil noir se prolongeant vers l'arrière.
Le bec est la partie la plus remarquable : grossièrement triangulaire et volumineux, légèrement crochu, il est formé de couches cornées successives, pointe rouge, base bleu foncé entourée de jaune. Hors période nuptiale, il est sombre et plus petit car il perd les plaques ornementales.
L'apparition d'une coloration plus vive sur le bec et sur les pattes marque le début de la saison des amours.
Le plumage et les couleurs sont si différents en période nuptiale et en période internuptiale que l’on croyait autrefois qu’il s’agissait de deux espèces distinctes.

### Dimorphisme sexuel
Cette espèce ne présente pas de dimorphisme sexuel.

### Poussin
D'abord couvert d'un duvet brun-noir les trois premières semaines, il se couvre de plumes à un mois. Son bec est plus long et foncé.
Le juvénile du premier hiver, encore plus petit que l'adulte, prend son plumage final, mais en plus terne. Son bec reste sombre, long et pointu, et ses pattes roses.
Afin de protéger le poussin du vent, les parents creusent avec leurs pattes et leur bec des terriers dans l'herbe du haut des falaises, parfois jusqu'à trois mètres de profondeur.

## Comportement

### Alimentation

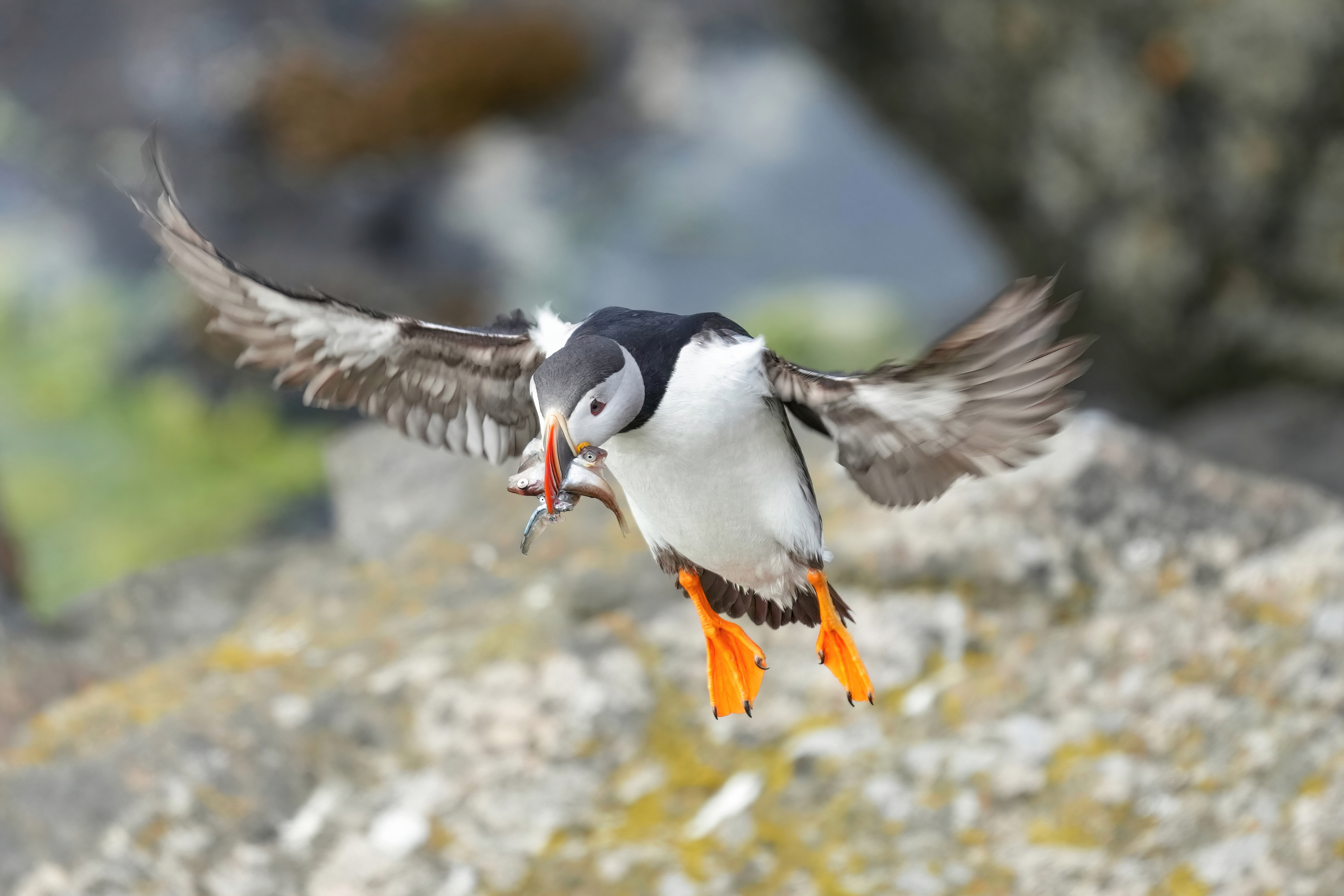
Macareux moine adulte en vol de retour avec plusieurs poissons

Le régime alimentaire du macareux moine se compose presque entièrement de poissons fourrages. Ses proies de prédilection sont ainsi des petits poissons, mesurant entre sept et dix-huit centimètres, comme le lançon, le hareng, le sprat ou le capelan. Cependant, l'examen de son contenu stomacal démontre qu'il mange occasionnellement des crevettes, d'autres crustacés, des mollusques et des vers polychètes, en particulier dans les eaux côtières. Un macareux moine adulte doit en moyenne avaler quarante-cinq proies par jour.

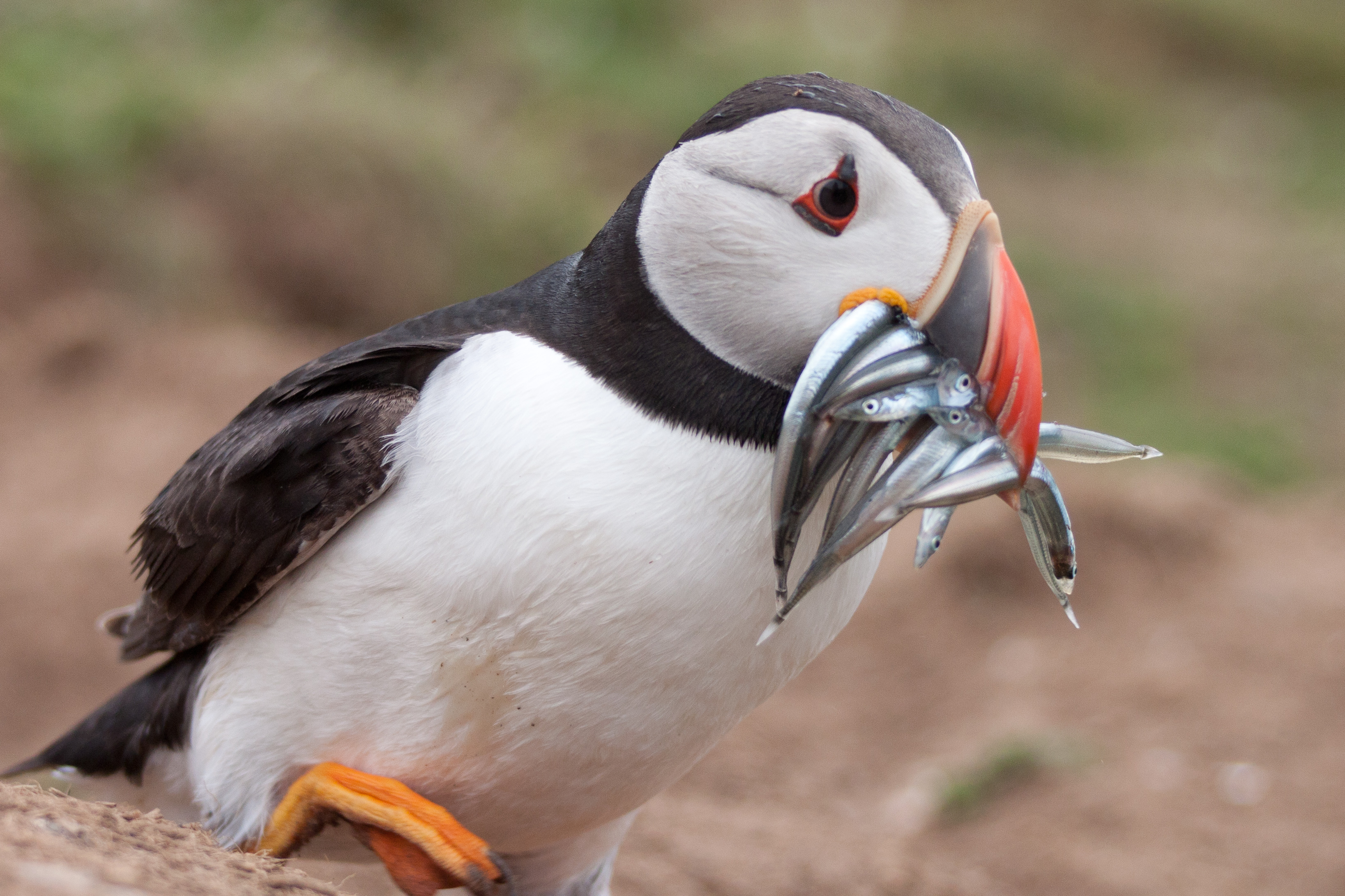
Macareux moine revenant de pêcher.

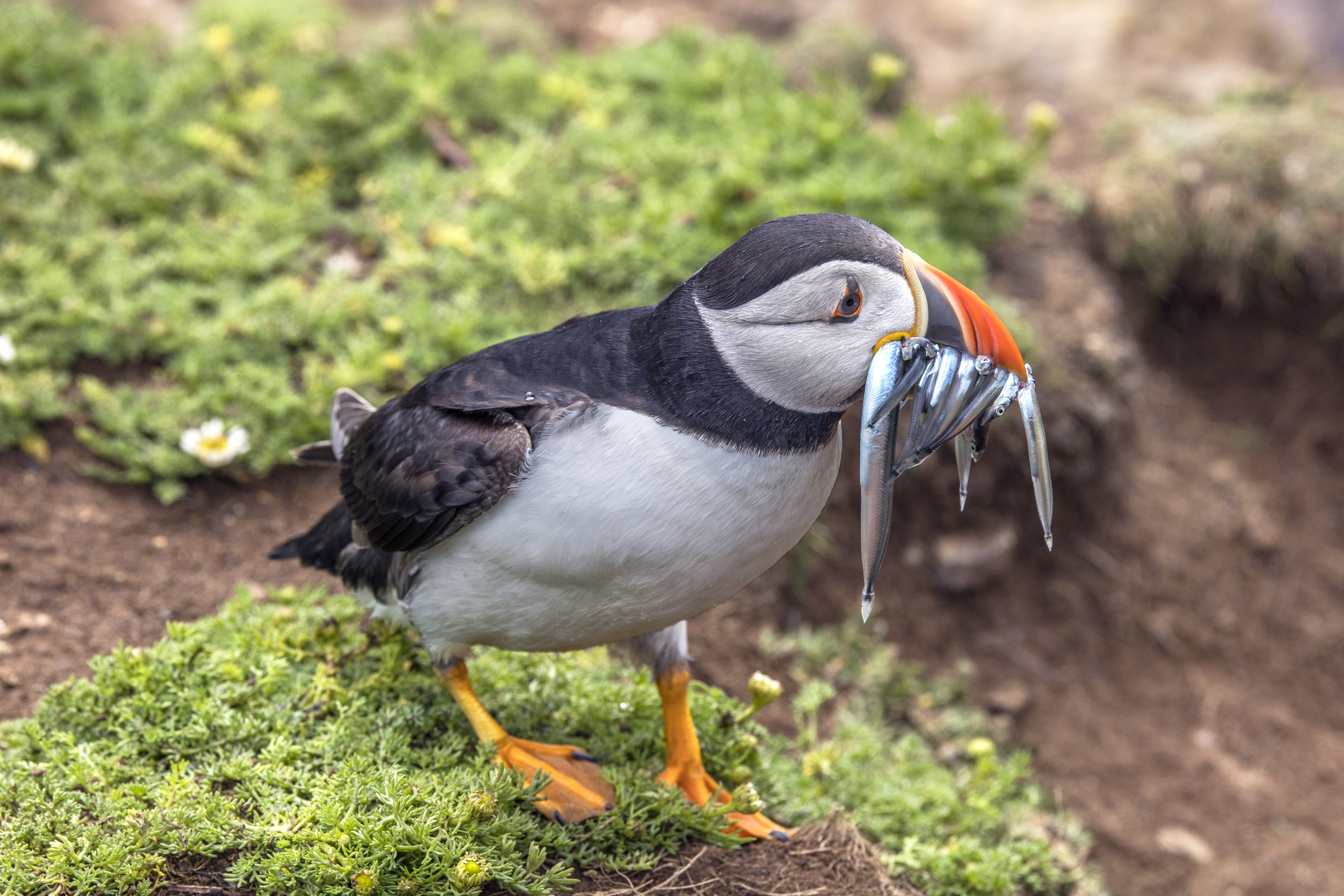
Un macareux moine revenant de pêcher des ammodytes tobianus. Il s'est posé sur une falaise à côté du lieu-dit Wick de l'ile Skomer au Royaume-Uni.

Lorsqu'il pêche, le macareux moine plonge sous l'eau en utilisant ses ailes semi-étendues qui lui servent de pagaies pour nager. Ses pieds palmés agissent ainsi comme gouvernail. Nageant vite, il peut atteindre des profondeurs considérables. En moyenne, ses plongées durent une minute. Le macareux moine pêche à vue et peut attraper plusieurs petits poissons à la fois lorsqu'il est submergé. Sa langue musclée et rainurée permet de les tenir en rangée dans son bec. Celui-ci possède également des dentelures inversées l'aidant à stabiliser sa prise. Les reins et les glandes salines nasales du macareux moine, quant à eux, lui permettent de tolérer le sel marin qu'il avale en pêchant. Il peut ainsi s'approvisionner en haute mer.

### Comportement social
Cet oiseau peu farouche et curieux, très grégaire en période de nidification, marche et sautille d'une manière souvent jugée comique et malhabile, en dodelinant de la tête. Il vole très mal, mais est un excellent nageur, capable de longues apnées. Bien protégé du froid par une bonne couche de graisse, il est particulièrement adapté à la pêche sous-marine, qu'il pratique habilement souvent à plus de quinze mètres sous la surface par petits groupe de deux ou trois oiseaux.

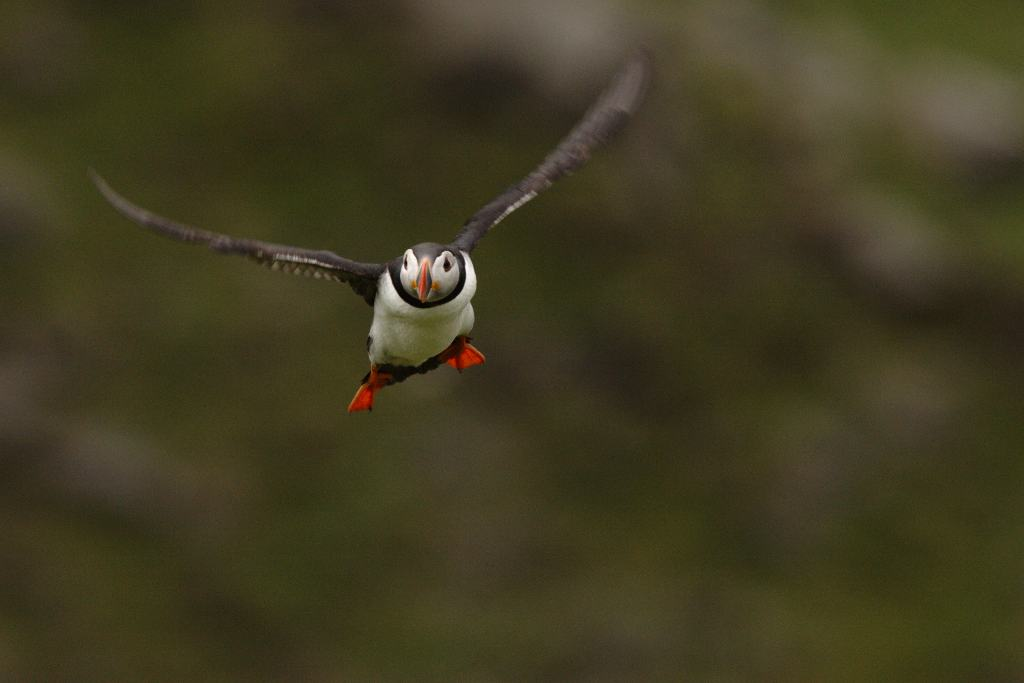
Macareux moine en vol.
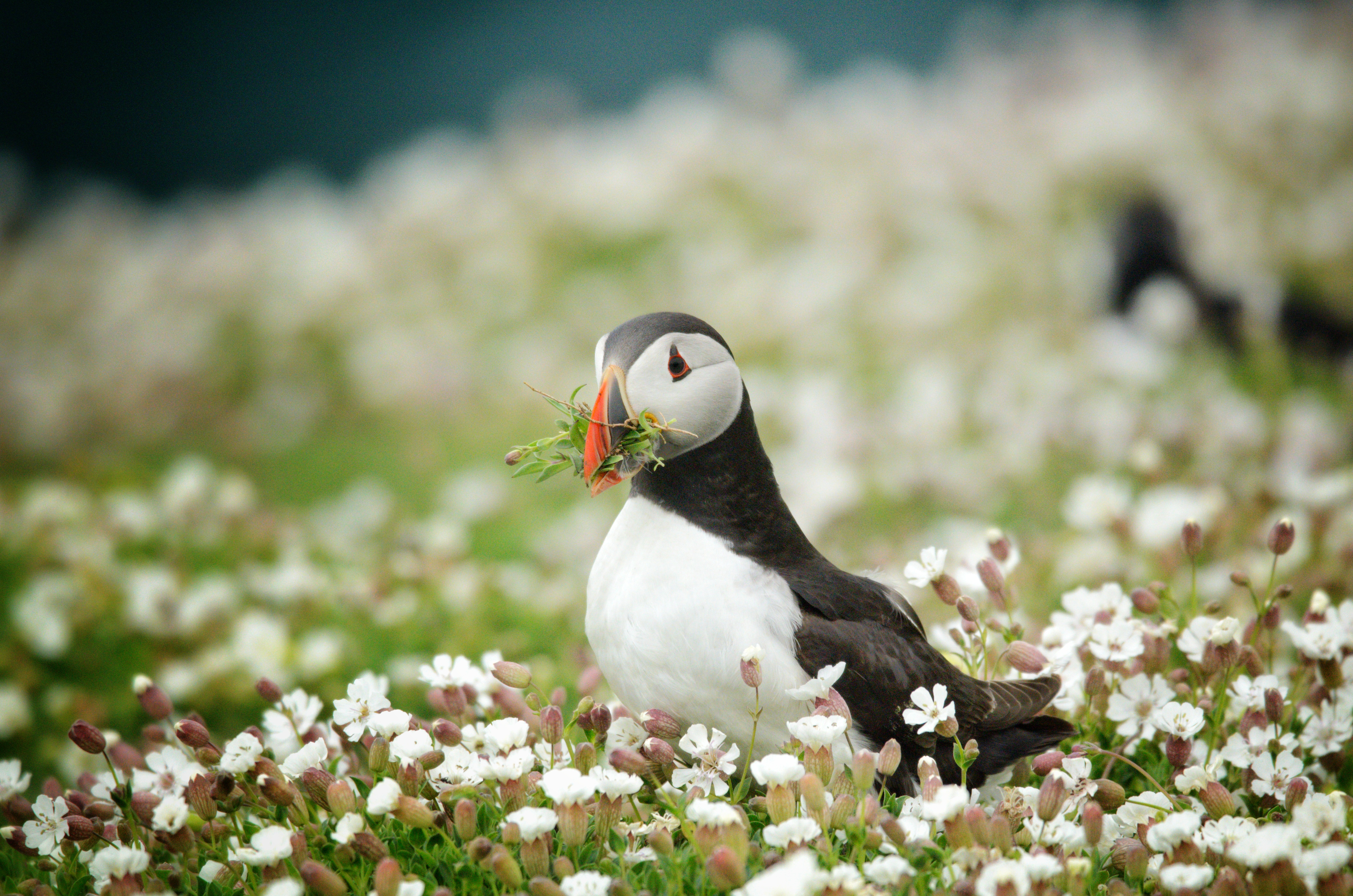
Un macareux moine collectant du matériel pour construire son nid sur l'ile de Skomer au pays de Galles. Avril 2022.
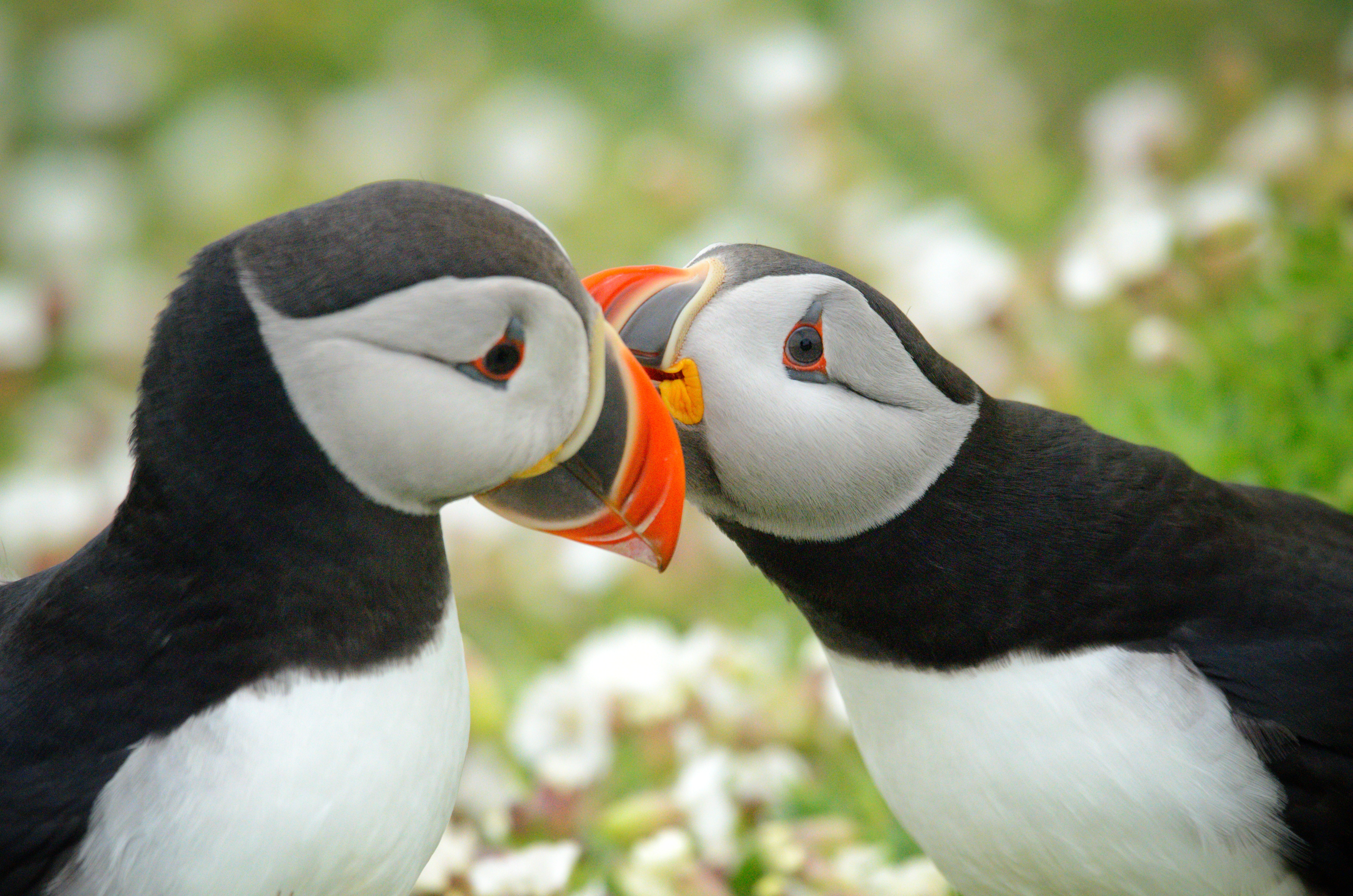
Des macareux moines se courtisent sur l'ile Skomer. Avril 2022.

Comme les pingouins, il nage vivement, voire acrobatiquement en utilisant ses courtes ailes et en s'aidant de ses pattes palmées et de sa queue. Il avale directement ses proies en nageant, sauf quand il nourrit son poussin. Il les conserve  alors et les transporte (jusqu'à une trentaine ; coincées transversalement dans son bec, d'une manière caractéristique ; entre la langue et sa mandibule supérieure) au fur et à mesure qu'il les pêche sous l'eau. Quand ils les apportent aux poussins, les adultes sont parfois poursuivis par des goélands ou des labbes qui cherchent à leur voler cette nourriture. Ils s'échappent si nécessaire en plongeant dans l'eau.
En mer, le macareux dort en se laissant flotter, le bec sous l'aile.
Le macareux émet un cri plaintif en période de nidification ressemblant à un « arrr-ouh » grognant et étouffé.

### Reproduction

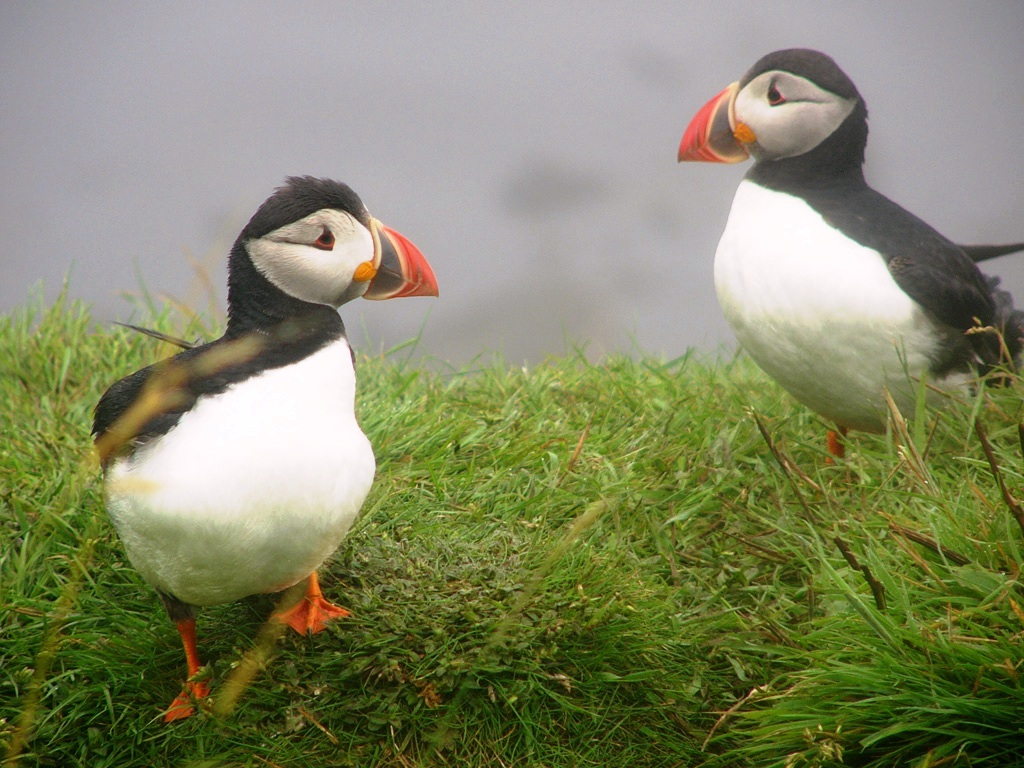
Deux macareux moine sur Lunga, avec le bec vivement coloré.

Lors de la parade nuptiale, le bec s'orne de couches cornées vivement colorées. Les couples se forment alors. Les partenaires se touchent le bec frontalement. Le mâle excité pousse la femelle qui rejoint l'eau où l'accouplement se passe. Les couples monogames sont fidèles durant la saison de reproduction. Le macareux creuse à l'aide de son puissant bec et de ses pattes de profonds terriers (un à deux mètres de long) où il construit et protège son nid.
L'espérance de vie théorique d'un macareux moine est d'environ vingt-cinq ans mais, comme la plupart des espèces à longue durée de vie, il se reproduit peu : il ne pond qu'un seul œuf par an, posé à même la terre au fond du terrier, de fin avril à mai. L'œuf est couvé durant 40 à 43 jours. Le poussin mange des poissons entiers apportés par les parents qui les lui présentent pendus et alignés de chaque côté du bec, ceci durant 6 semaines où les parents ne s'alimentent plus ou presque plus.
Le jeune oiseau doit ensuite jeûner une huitaine de jours, ses parents effectuant alors leur mue et ne pouvant provisoirement plus voler, car ayant perdu leurs rémiges. Affamés, les petits sortent alors du nid, toujours au crépuscule et s'élancent maladroitement du haut de la falaise en agitant leurs petites ailes. C'est un moment où ils sont particulièrement vulnérables, car non protégés par les parents, exposés à la prédation et attirés par les sources de lumière les plus proches s'il y en a.

### Longévité
Le Macareux moine vit environ vingt-cinq ans, le record étant de trente-six ans pour un macareux écossais.

## Aire de répartition

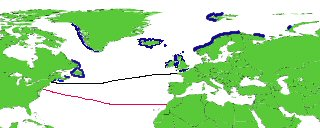
Répartition du Macareux moine. En bleu, l'aire de reproduction. La ligne noire indique la limite sud de l'aire d'estivage. La ligne rouge indique la limite sud de l'aire d'hivernage.

Cette espèce ne vit que dans l'océan Atlantique nord. C'est la seule espèce de macareux présente en Atlantique, les trois autres ne vivant que dans l'océan Pacifique. Son aire de répartition était probablement plus importante à la Préhistoire ; il ne se reproduit aujourd'hui que localement sur les côtes isolées d'Europe du Nord, de l'Islande et de la partie orientale de l'Amérique du Nord.
En Amérique du Nord, il niche du Canada (entre autres, près des îles de la Madeleine sur les rochers aux Oiseaux ainsi que dans la réserve de parc national de l'Archipel-de-Mingan) sur la Côte-Nord, au Québec (Canada). Une colonie de 21000 individus (selon un comptage de 2013) est recensée sur l'archipel de Saint-Pierre-et-Miquelon, en particulier sur l'île du Grand Colombier. En Europe, c'est en Islande que les plus grandes colonies sont présentes (deux à trois millions de couples), avec d'autres populations plus réduites en Irlande, en Écosse, aux Shetland, en Scandinavie, aux îles Féroé et en Bretagne.

## Le macareux moine et l'Homme

### Étymologie
Le nom scientifique de l'espèce, Fratercula arctica, signifie « petit frère de l'Arctique » en latin ; la mention petit frère (ainsi que sa dénomination moine) est peut-être à rapprocher de son plumage.

### Menaces et protection

#### Situation mondiale
Le poussin est particulièrement vulnérable au phénomène dit de pollution lumineuse qui progresse dans une grande partie du monde, notamment sur les littoraux. Au premier envol du nid, il s'oriente instinctivement vers les lumières les plus proches dans son champ de vision, au lieu de gagner la mer où il doit apprendre à se nourrir seul. C'est pourquoi les macareux ne survivent aujourd'hui que sur des îles ou lieux isolés (où on leur a également dans le passé donné la chasse ou pillé leurs pontes). De travaux récents de chercheurs concluent qu'au rythme des années 2020, les macareux perdront environ 70 % de leurs aires de nidification d'ici 2100 et seront également vulnérable au dérèglement climatique.
Le macareux moine est consommé en Islande (parfois cru) et aux îles Féroé depuis des siècles, notamment lors des régulières pénuries de nourriture. Sa chasse traditionnelle en Islande, dite « sky-fishing », consiste à attraper les oiseaux au filet (alors qu'en France, il a beaucoup été tiré au fusil, ce qui est aussi une source de saturnisme animal induit par la toxicité la grenaille de plomb. La chasse au filet (avec de longues épuisettes) n'est plus autorisée que 15 jours par an car la population autrefois très abondante du petit alcidé dans ces îles a globalement beaucoup décliné. Sa chasse est contestée (notamment quand elle vise à offrir de la viande, généralement fumée, de macareux aux touristes), au même titre que la chasse à la baleine.
Le film Islande, le paradis des macareux a été consacré à ce sujet par les réalisateurs Jean-Marc Robert et Mike Magidson. Il présente une nouvelle tradition islandaise de la petite île de Heimaey (sud de l'Islande) où chaque année vers le 15 août, des enfants passent plusieurs nuits dehors pour ramasser dans des cartons, des centaines de macareux qui, lors de leur premier envol, ont été instinctivement attirés par les lumières les plus proches (phares, lampadaires, éclairage urbain, etc.) et se sont posés au sol au lieu d'aller en mer. S'ils n'étaient pas ainsi sauvés, ils se feraient alors manger par les chats ou les chiens ou écraser ou blesser par les voitures, s'ils ne mouraient pas simplement de faim. Le film montre les enfants les collectant et les transportant le jour suivant sur le rivage où ils les relâchent, contribuant ainsi à la survie de la colonie.

#### Situation en France
La chasse de loisir et le braconnage ont été d'autres causes de disparition et de régression. Ainsi, en 1880, l'effectif français de macareux, concentré aux Sept-Îles, comptait encore 10 000 à 15 000 couples, mais quelques chasseurs les massacrèrent, ne laissant plus que 1 000 couples en 1910,. Les ornithologues de l’époque se sont donc rassemblés pour créer la Ligue pour la protection des oiseaux, une branche de la Société nationale de protection de la nature, dont la mission était de protéger les espèces animales et végétales sauvages ainsi que les milieux naturels. Cette mobilisation a permis d’une part d'interdire la chasse au macareux mais aussi d'obtenir en 1912 le classement d'une partie des Sept-Îles en réserve ornithologique pour la conservation de la nature. À cette occasion, la Ligue pour la protection des oiseaux (LPO) a fait de cette espèce son emblème.
C'est notamment le témoignage suivant qui a déclenché la protection de l'espèce en France :
« La colonie de macareux de l'île Rouzic a été décimée. L'île offre l'aspect d'un véritable champ de carnage. Nous extrayons des trous des poussins morts, des œufs abandonnés et pourris ; nous trouvons une seule femelle occupée à couver et un adulte près d'un poussin de huit à dix jours. Nous apprenons alors par nos matelots que huit jours avant, deux ou trois individus sont venus de Paris et se sont fait débarquer dans l'île avec une caisse de 60 kg de cartouches. Ils n'ont quitté l'île qu'après avoir tout brûlé sur ces inoffensifs oiseaux, tués au moment où ils venaient au nid apporter la nourriture à leurs petits. Les cadavres des victimes (près de trois cents, nous a-t-on dit) ont été ramenés à Perros, et là, jetés sur la grève. Ces messieurs les chasseurs (!), fiers de leur tableau, n'en ont emporté qu'un ou deux exemplaires. Il paraît que ces vandales répètent presque tous les ans ces inutiles et stupides massacres. On peut estimer, dans ces conditions, que la colonie de macareux de l'île Rouzic aura, dans trois ou quatre ans, complètement abandonné ces parages. »
— A. Loiseau, rapportant le signalement fait à la jeune Ligue ornithophile par un lieutenant au Dr Bureau, à la suite d'une excursion aux Sept Îles, en juin 1911.
La Ligue ornithophile signala ces agissements au préfet des Côtes-du-Nord, qui prit immédiatement un arrêté interdisant absolument et en tout temps « la chasse, la destruction, le transport et la vente des macareux », 65 ans avant la loi sur la protection de la nature du 10 juillet 1976.
En 1978, après les naufrages de pétroliers, il ne reste que 400 couples aux Sept-Îles (contre 2500 en 1966). La LPO engage des actions pour les sauver en transplantant des poussins des îles Féroé dans des nichoirs artificiels en Bretagne.
La population française de macareux moines, après avoir considérablement diminué au XIXe siècle lorsqu'ils étaient chassés pour leur chair et leurs œufs ou pour le simple plaisir de les tirer au fusil, n'a jamais pu se reconstituer et a de nouveau régressé à la suite de divers problèmes :
- la prédation par les goélands, qui ont localement proliféré à la suite de l'apparition de nombreuses décharges à ciel ouvert et qui s'attaquent aux juvéniles, les parents étant occupés à pêcher ;
- l'introduction accidentelle de rats sur certaines îles où nichent les macareux et qui pillent les nids.

Au début du XXIe siècle, la population française ne serait plus que de 164 à 187 couples, qui se reproduisent exclusivement en Bretagne.

### Oiseau emblématique
Le macareux moine est l'emblème de la province canadienne de Terre-Neuve-et-Labrador et de la ville de Perros-Guirec en Bretagne (à cause de la plus importante colonie française de macareux implantée sur les Sept-Îles, un ensemble d'îles proche de la côte).
Le macareux moine est l'oiseau-symbole de l'Islande. Il y est très présent sur les souvenirs touristiques.

### Mascotte
| Image de la mascotte de la LPO          | Le macareux est la mascotte de la Ligue pour la protection des oiseaux (LPO), créée en 1912 par le lieutenant Hemery qui dénonçait l'abattage des macareux moines par les chasseurs sur les côtes nord de la Bretagne. |
| Image de la mascotte du logiciel Scilab | Le macareux est la mascotte du logiciel Scilab. Dessinée par le Dr Hu Baogang, ex-directeur chinois du laboratoire franco-chinois de recherche en informatique, automatique et mathématiques appliquées (LIAMA) et membre contributeur du conseil scientifique du consortium Scilab. Il explique son choix de l'animal en ces termes : « l'image du macareux reflète à la fois un esprit de liberté et de fierté, qualités que l'on retrouve chez les développeurs s'efforçant de réaliser des logiciels open source. » |

### Cinéma
Les Macareux moines ont inspiré la conception des « porgs », petits volatiles du film Star Wars, épisode VIII : Les Derniers Jedi, ces derniers vivant également en colonies sur des crevasses rocheuses d'îles et ayant un mode de vie ainsi qu'une taille similaires à celle des macareux. En effet, des macareux étaient présents sur les lieux de tournage du film (durant les scènes représentant l'île irlandaise de Skellig Michael où Luke Skywalker vit en exil), et plutôt que de retirer via des effets spéciaux tous les macareux présents, ils ont été modifiés pour donner les « porgs ».

## Taxonomie
D'après Alan P. Peterson et Catalogue of Life (20 mai 2016), cette espèce est constituée des trois sous-espèces suivantes :
- sous-espèce Fratercula arctica arctica (Linnaeus, 1758)
- sous-espèce Fratercula arctica grabae (C. L. Brehm, 1831)
- sous-espèce Fratercula arctica naumanni Norton, 1901

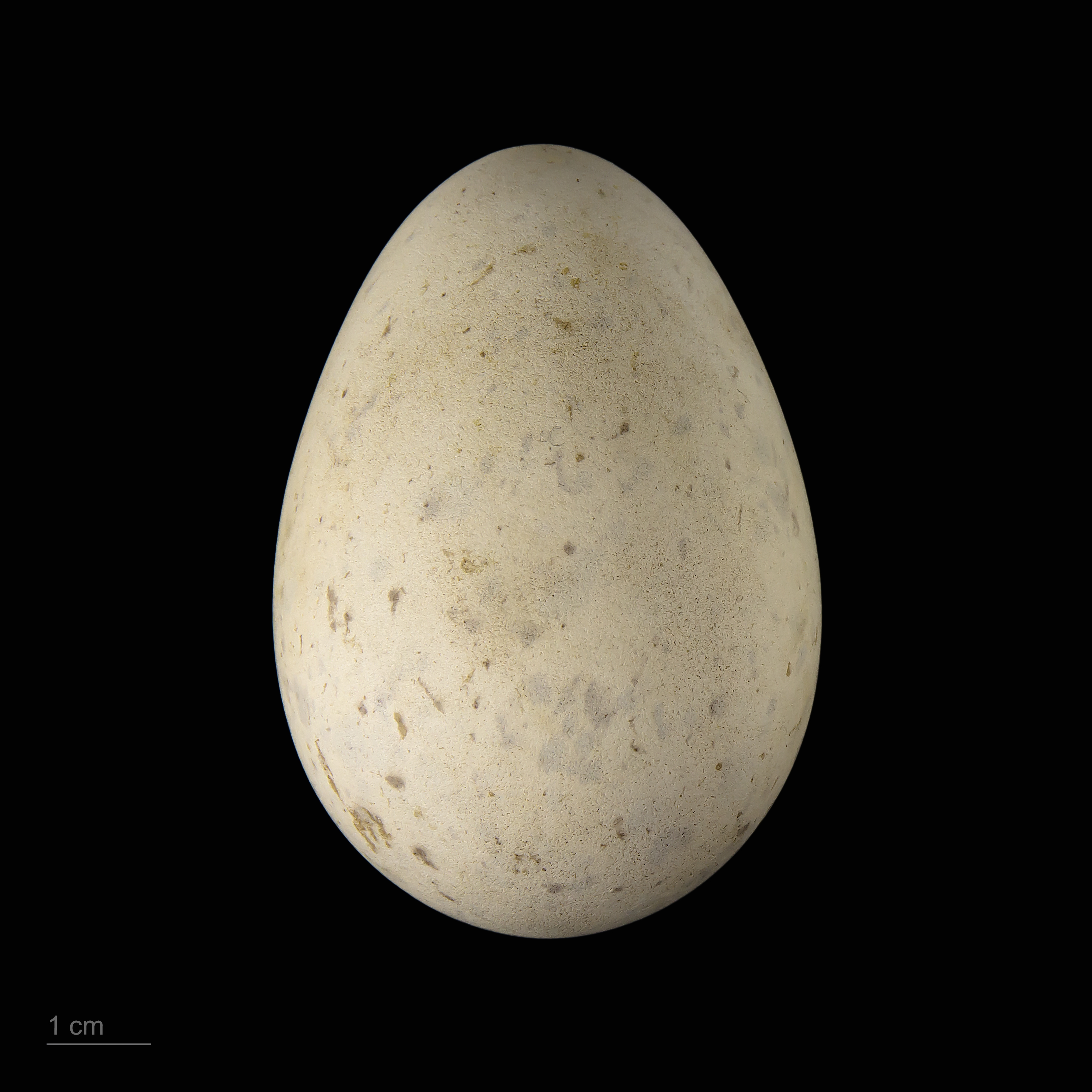
Œuf de Fratercula arctica arctica -  Muséum de Toulouse.
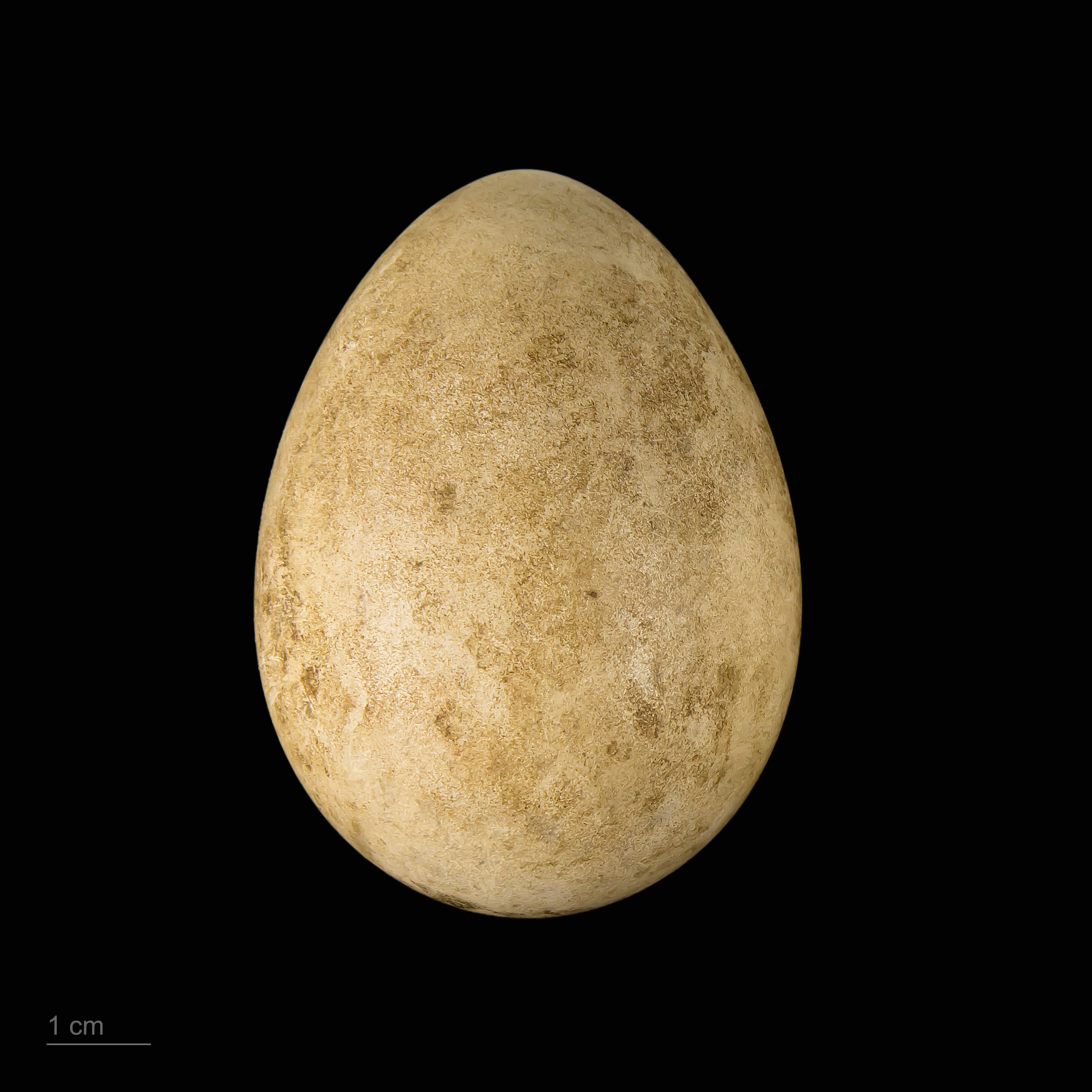
Œuf de Fratercula arctica grabae -  Muséum de Toulouse.
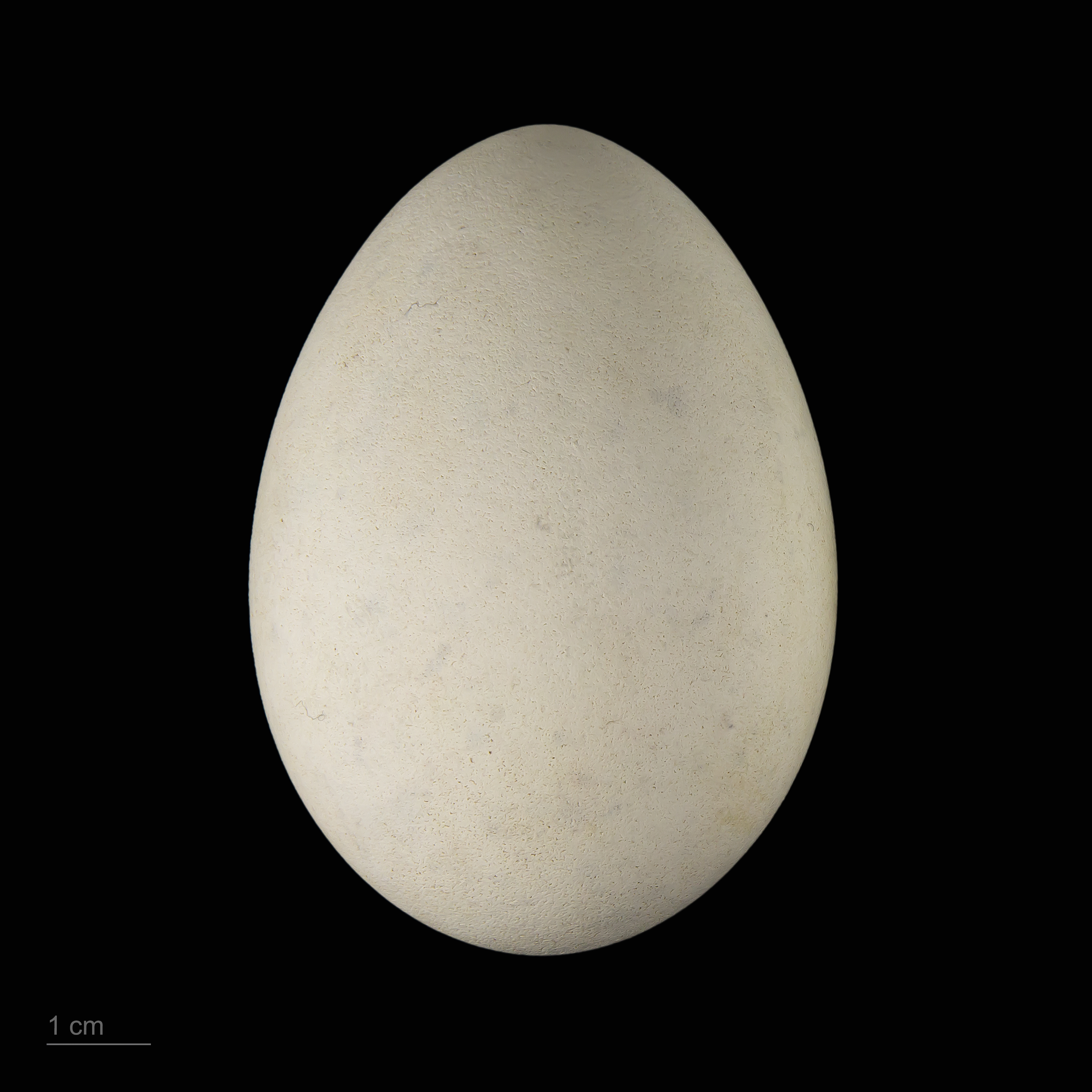
Œuf de Fratercula arctica naumanni -  Muséum de Toulouse.
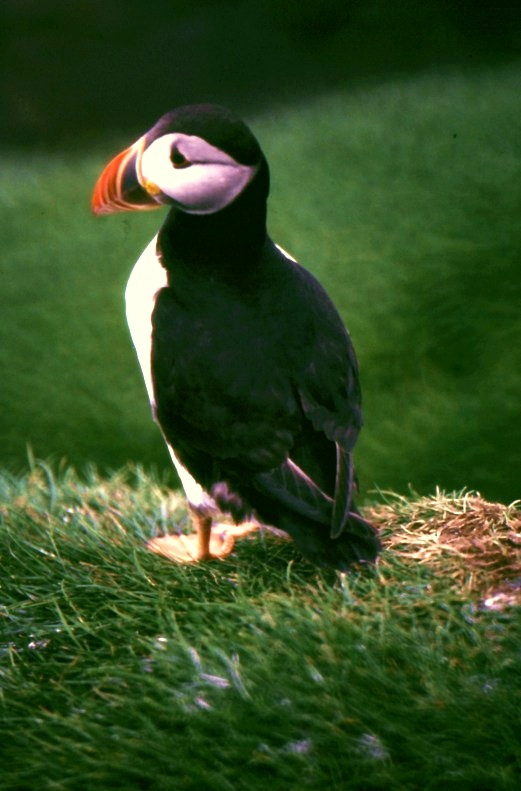
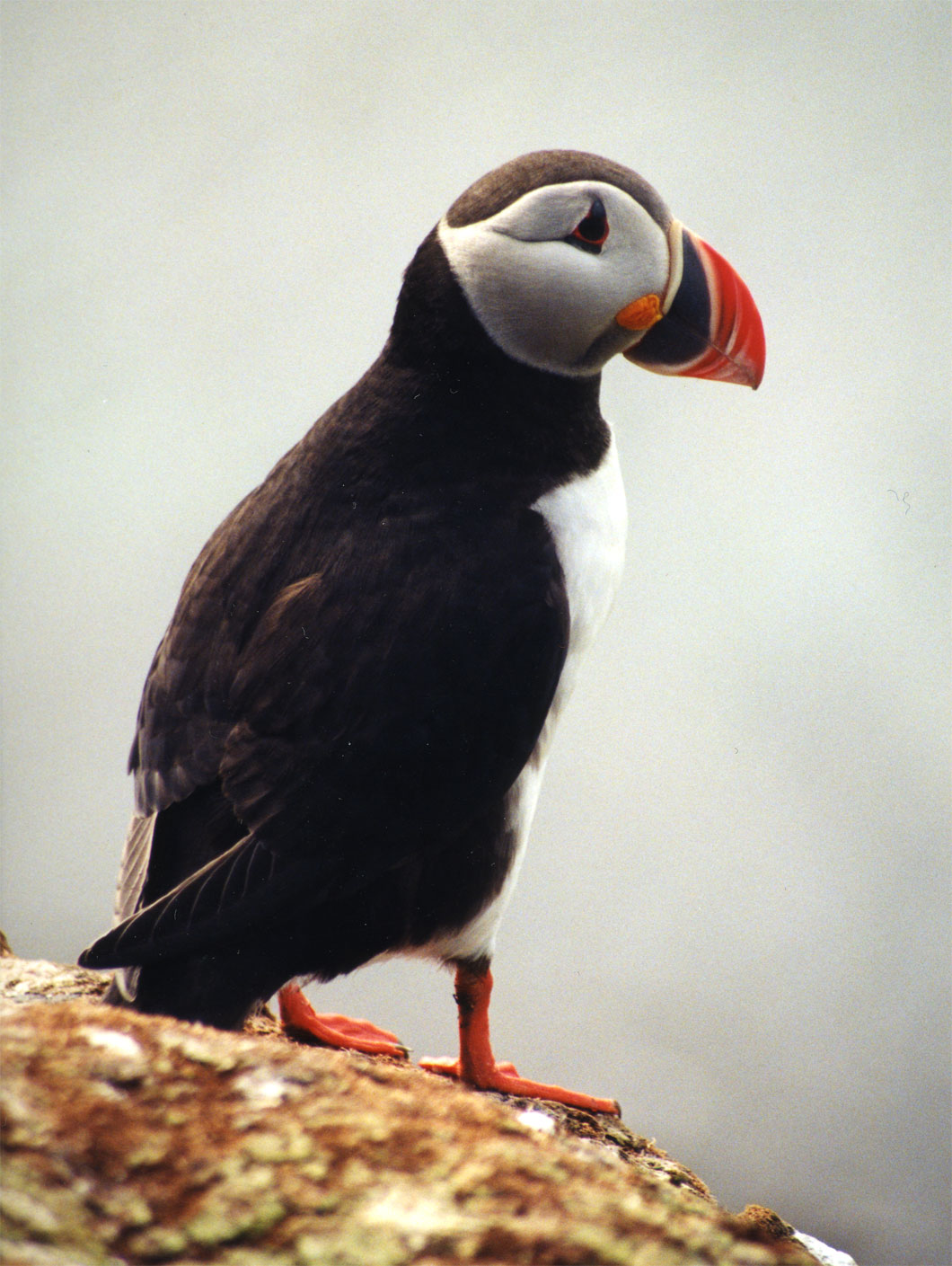
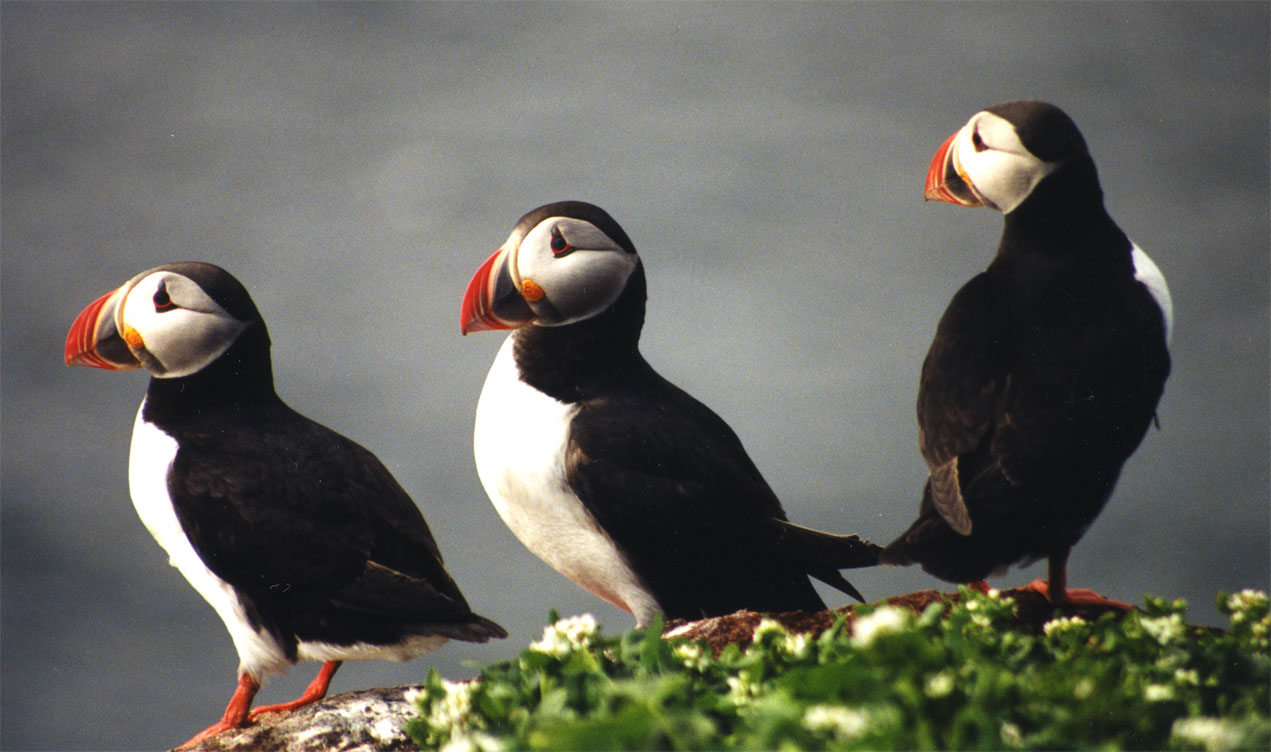
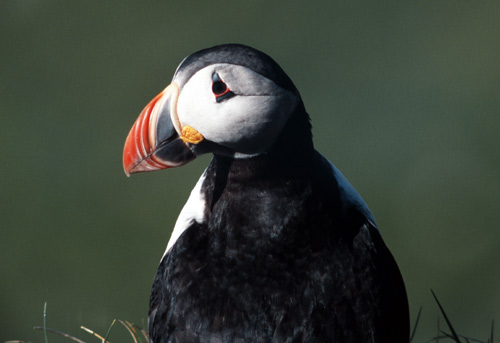